# Schulek Csaba
Schulek Csaba (1971. május 29. –) magyar műsorvezető, tanár.

## Életpályája
Schulek Ágoston edző és Szkalla Edit gyermekeként született.
Egyetemi tanulmányait a Testnevelési Egyetemen végezte, ahol 1994-ben tanári diplomát szerzett. 1992-ben került a Duna TV-hez, ahol a Híradó műsorvezetője és bemondója lett. Egy évvel később ugyanitt a sportosztály egyik alapítója. 1999–2004 között a Duna TV sportosztályának főszerkesztője volt, 2004–2011 között a Telesport főszerkesztője. 2011 júliusától 2012 szeptemberéig az MTVA Sportjogkereskedelmi és nemzetközi projektvezetője. 2011 októberében az Európai Műsorszolgáltatók Szövetsége (EBU) sportbizottságának alelnökévé választották.
2013 januárjától a Magyar Vitorlás Szövetség Vitorlázás című havilapjának főszerkesztője, 2014 januárjától a BMSK Zrt. Sportlétesítmény-fejlesztési igazgatója. 2016 januárjától 2018 júniusáig a Dentsu Aegis Network sportdivíziójának magyarországi vezetője. 2018. június 1-től a Magyar Országos Korcsolyázó Szövetség ügyvezető igazgatója. 2019 júliusától ugyanitt a létesítményfejlesztésért és nemzetközi stratégiai sportkapcsolatokért felelős elnöki tanácsadó lett.

## Tisztségei
- 2002–2003: A Magyar Vitorlás Szövetség elnökségi tagja
- 2007–2012: Az Európai Műsorsugárzók Uniója (European Broadcasting Union, EBU) Sportbizottságának tagja
- 2008–2010: Magyar Gyermeklabdarúgó Szövetség Sajtóbizottság elnöke
- 2011–2012: Az Európai Műsorsugárzók Uniója (European Broadcasting Union, EBU) Sportbizottságának alelnöke
- 2011–2014: A Magyar Országos Korcsolyázó Szövetség Elnökségének tagja

## Díjai, kitüntetései
- 2006: A MOB-médiadíj oklevele, "A Telesport hitelességének és régi fényének visszaállításáért"
- 2006: A Nemzeti Sportszövetség Év sportújságírója díja
- 2008: Nívódíj a Pekingi Olimpia és a Labdarúgó Eb közvetítéséért